# Disordini in Grecia del 2008

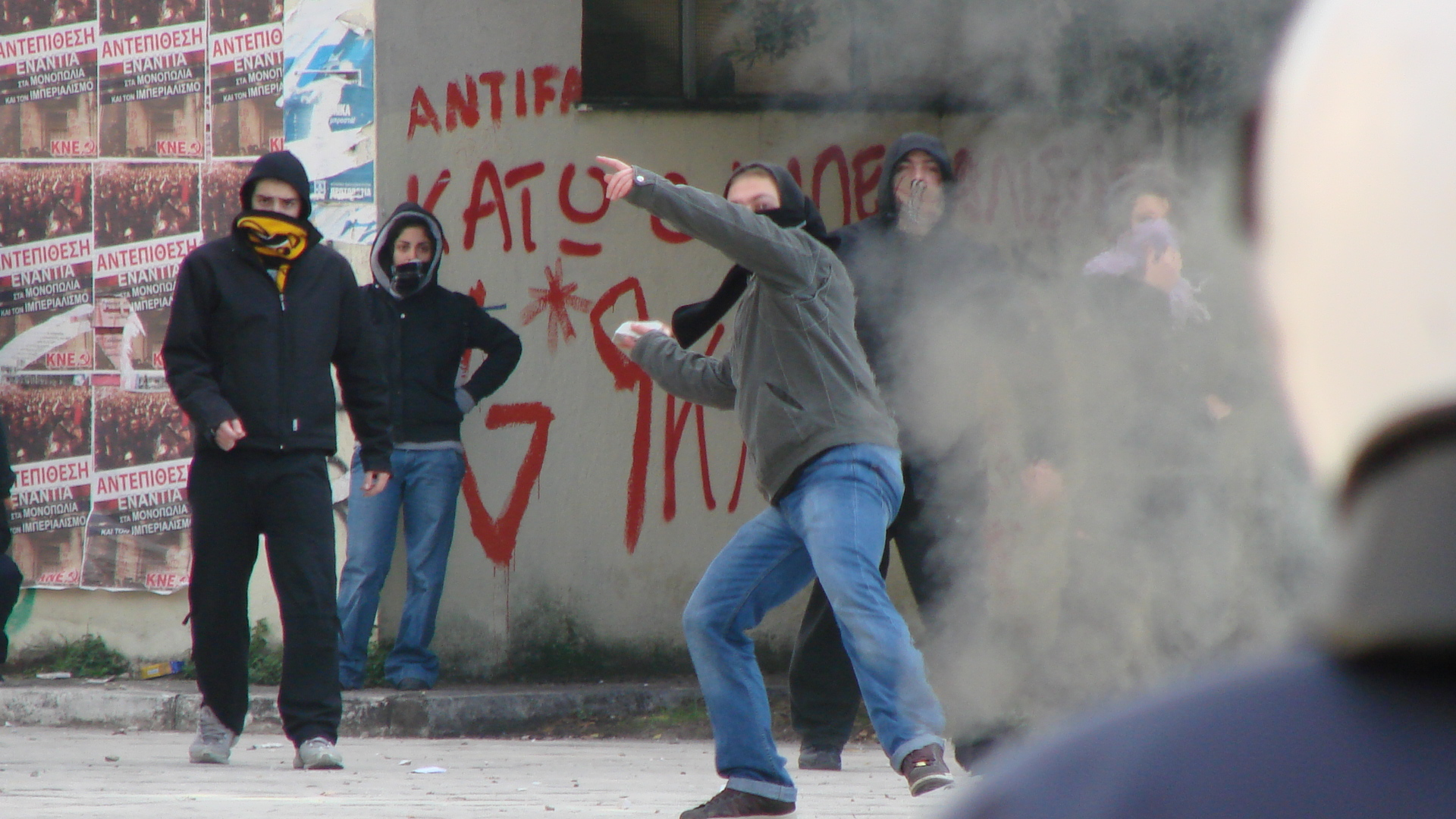
Un gruppo di manifestanti durante una protesta.

Nel dicembre del 2008 la Grecia è stata attinta da violente proteste che coinvolsero la società civile e le istituzioni politiche. La rivolta scaturì in seguito all'uccisione di Alexandros Andréas Grigoropoulos, un giovane studente di 15 anni, da parte di un agente di polizia durante un pattugliamento notturno nel quartiere universitario di Exarchia ad Atene.
Furono commessi numerosi atti vandalici, che causarono ingenti danni ad edifici privati pubblici e ad altri beni, e i connessi disordini durarono per più di tre settimane.
Il poliziotto, riconosciuto colpevole di omicidio volontario secondo la legge greca, è stato condannato all'ergastolo, il suo complice a dieci anni di reclusione. Tuttavia il tribunale d'appello ha riformato la sentenza in una condanna a 13 anni. Il condannato è quindi tornato in libertà  il 30 maggio 2019.

## L'omicidio di Alexandros Grigoropoulos
Intorno alle ore 21 del 6 dicembre un poliziotto sparò a uno studente di quindici anni, Alexandros Andréas Grigoropoulos, uccidendolo.
Le dichiarazioni iniziali della polizia cercarono di attribuire l'uccisione alla dinamica delle operazioni di ordine pubblico: secondo le forze dell'ordine, nel tentativo di fermare una situazione di violenza un poliziotto aveva sparato alcuni colpi con la pistola d'ordinanza e uno di questi aveva raggiunto al petto il ragazzo, che morì prima dell'arrivo dell'ambulanza. Un video reso pubblico il giorno seguente mostrò che l'omicidio non era avvenuto nel corso di scontri, che il giovane ucciso non stava prendendo parte ad alcuna rivolta e che gli assassini avevano sparato intenzionalmente e senza apparente motivo, come riportato in molte testimonianze dirette. Secondo le dichiarazioni degli amici e dei familiari il giovane studente si stava recando ad una festa presso degli amici.

Mappa con i luoghi degli scontri.

## Gli scontri

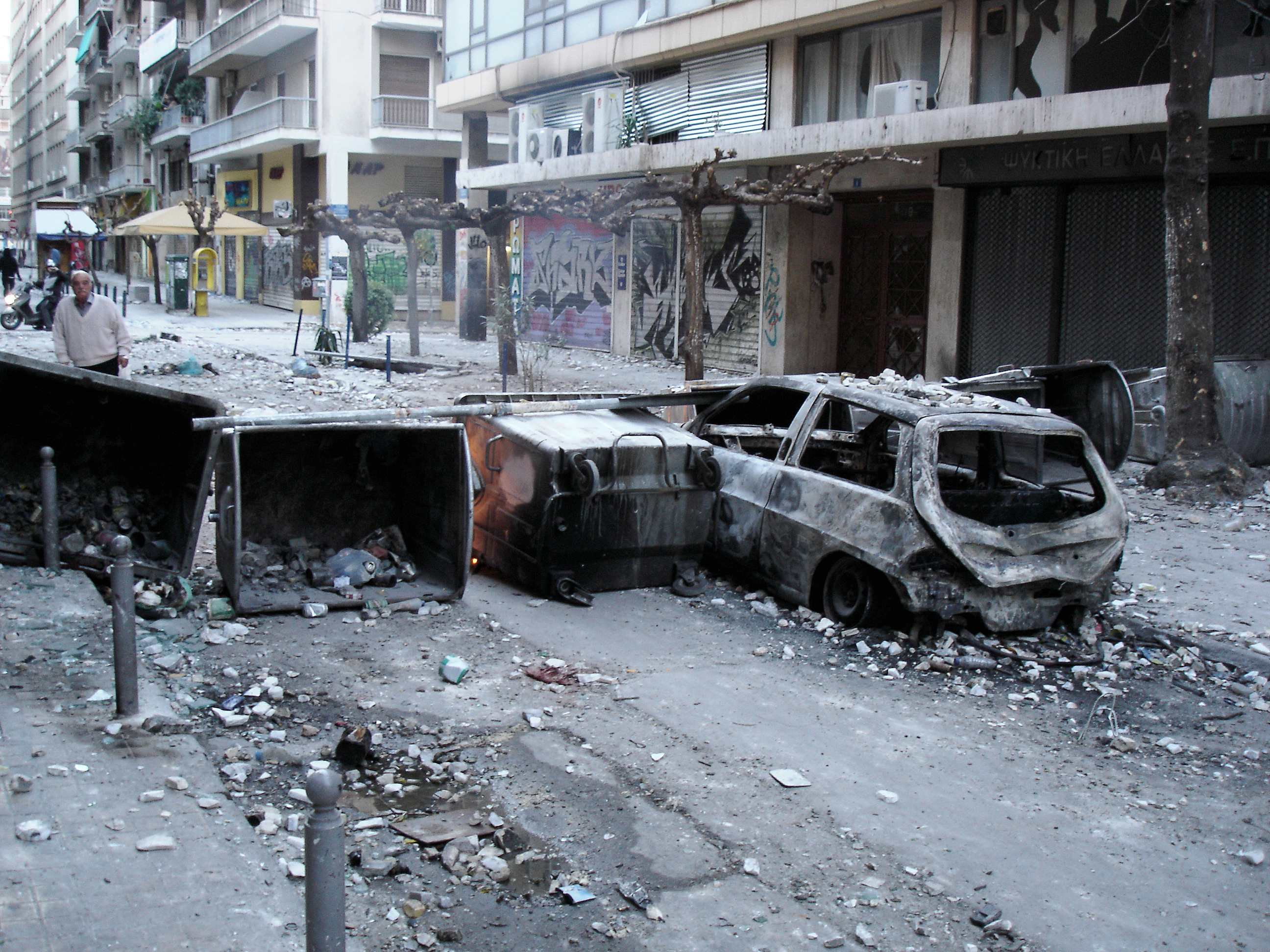
I resti di una barricata usata durante gli scontri composta da cassonetti. Nell'immagine è visibile anche la situazione del quartiere dopo gli scontri.

Durante i primi tre giorni di scontri, gli edifici dell'università di Atene subirono danni e il rettore dell'ateneo, Christos Kittas, annunciò le proprie dimissioni il 9 dicembre.

### I danni complessivi
Il primo ministro greco Kōstas Karamanlīs dichiarò l'8 dicembre che i danni recepiti in tale ammontavano a 100 milioni di euro, e che gli esercizi commerciali colpiti dagli scontri sarebbero stati indennizzati.

### Sviluppi
Epaminondas Korkoneas, un poliziotto trentasettenne, fu sospeso e arrestato con l'accusa di omicidio premeditato in danno dello studente. Un suo collega trentunenne, Vassilis Saraliotis, fu sospeso e accusato di complicità nell'omicidio.
Il presidente greco Karolos Papoulias inviò un telegramma di condoglianze alla famiglia del giovane assassinato, mentre il primo ministro inviò una lettera nella quale si impegnava ad evitare il ripetersi di tali tragedie e in una trasmissione indirizzata a tutta la nazione invocò la cessazione delle rivolte popolari e dichiarò di aver ordinato al ministro delle finanze una rapida compensazione ai proprietari degli edifici danneggiati nel corso delle rivolte.
Il ministro dell'interno Prokopis Pavlopoulos espresse profondo rincrescimento per la morte del giovane mentre la polizia formulò le sue scuse.

### Le proteste in Europa
Dinanzi al consolato greco di Torino, in Corso Galileo Ferraris, durante la notte dell'8 dicembre qualcuno scrisse due messaggi con bombolette spray, "assassini" e "Andreas vive nelle lotte". La stessa notte, a Londra, alcuni anarchici in segno di protesta tentarono di assaltare il consolato greco, e dopo essere stati bloccati dalle forze dell'ordine, bruciarono una bandiera greca in Holland Park.
A Berlino, il consolato greco è stato occupato per circa otto ore e la bandiera greca fu sostituita con un manifesto bianco recante la scritta "Assassini di stato"; al termine dell'occupazione i manifestanti non sono stati arrestati, ma tenuti sotto stretta sorveglianza.
In Italia, in occasione dello sciopero universitario del 12 dicembre, in più capoluoghi gli studenti occuparono i consolati greci in segno di solidarietà con il movimento ellenico.